# Pierre Charlot
Pierre Charlot, Petrus Carloti (1208 circa – Mar Mediterraneo, 9 ottobre 1249), è stato un vescovo cattolico francese, figlio naturale di Filippo Augusto e di una giovane di Arras.
Venne legittimato nel 1217, e per indulgenza di papa Onorio III ottenne la possibilità di godere di benefici ecclesiastici: nel 1232 ebbe infatti l'incarico di tesoriere della basilica di San Martino a Tours.
Ebbe per precettore Guglielmo il Bretone, che gli dedicò la sua Philippide, dopo la morte di Filippo Augusto, sotto il titolo di Petro Karloto Philippi regis Francorum fili.
Nel 1240 venne eletto, ancora suddiacono, vescovo di Noyon, e quindi cancelliere di Carlo I d'Angiò. L'elezione a vescovo, benché riconosciuta tramite la consacrazione dall'arcivescovo di Reims e dal legato pontificio, non fu confermata da papa Gregorio IX, in urto con Luigi IX di Francia, che di Pierre era il nipote, e che si rifiutava di scendere in guerra con il Pontefice contro l'imperatore Federico II: Gregorio IX infatti sosteneva che la legittimazione avuta a suo tempo desse diritto a dignità minori che non il vescovato, e anzi ebbe a rimproverare il proprio legato per avere ordinato diacono il neo vescovo (lettera del 5 luglio 1240). Ciononostante i maggiorenti di Noyon giurarono fedeltà a Pierre il 23 agosto.
L'elezione venne confermata solo durante il pontificato di Innocenzo IV.
Accompagnò nel 1248 il re Luigi nella settima crociata, e, caduto malato nel corso della traversata, morì al largo di Cipro. Il suo corpo fu traslato nella cattedrale di Noyon e sepolto davanti all'altare maggiore.

## Genealogia episcopale
La genealogia episcopale è:
- Arcivescovo Guillaume de Joinville
- Vescovo Jacques de Bazoches
- Arcivescovo Henri de Dreux
- Vescovo Pierre Charlot

## Ascendenza
|                       |   |                         | Genitori                |  |  | Nonni |  |  | Bisnonni            |  |  | Trisnonni            |  |
|                       |   |                         |                         |  |  |       |  |  | Luigi VI di Francia |  |  | Filippo I di Francia |  |
|                       |   |                         |                         |  |  |       |  |  | Luigi VI di Francia |  |  | Filippo I di Francia |  |
|                       |   | Berta d'Olanda          |                         |  |  |       |  |  | Luigi VI di Francia |  |  |                      |  |
| Luigi VII di Francia  |   |                         |                         |  |  |       |  |  | Luigi VI di Francia |  |  |                      |  |
|                       |   | Adelaide di Savoia      | Umberto II di Savoia    |  |  |       |  |  |                     |  |  |                      |  |
|                       |   | Adelaide di Savoia      | Umberto II di Savoia    |  |  |       |  |  |                     |  |  |                      |  |
|                       |   | Adelaide di Savoia      | Giselle di Borgogna     |  |  |       |  |  |                     |  |  |                      |  |
| Filippo II di Francia |   | Adelaide di Savoia      |                         |  |  |       |  |  |                     |  |  |                      |  |
|                       |   | Tebaldo II di Champagne | Stefano II di Blois     |  |  |       |  |  |                     |  |  |                      |  |
|                       |   | Tebaldo II di Champagne | Stefano II di Blois     |  |  |       |  |  |                     |  |  |                      |  |
|                       |   | Tebaldo II di Champagne | Adele d'Inghilterra     |  |  |       |  |  |                     |  |  |                      |  |
| Adèle di Champagne    |   | Tebaldo II di Champagne |                         |  |  |       |  |  |                     |  |  |                      |  |
|                       |   | Mathilde von Spanheim   | Enghelberto II d'Istria |  |  |       |  |  |                     |  |  |                      |  |
|                       |   | Mathilde von Spanheim   | Enghelberto II d'Istria |  |  |       |  |  |                     |  |  |                      |  |
|                       |   | Mathilde von Spanheim   | Ute di Passau           |  |  |       |  |  |                     |  |  |                      |  |
| Pierre Charlot        |   | Mathilde von Spanheim   |                         |  |  |       |  |  |                     |  |  |                      |  |
|                       | … | …                       |                         |  |  |       |  |  |                     |  |  |                      |  |
|                       | … | …                       |                         |  |  |       |  |  |                     |  |  |                      |  |
|                       | … | …                       |                         |  |  |       |  |  |                     |  |  |                      |  |
| …                     | … |                         |                         |  |  |       |  |  |                     |  |  |                      |  |
|                       |   | …                       | …                       |  |  |       |  |  |                     |  |  |                      |  |
|                       |   | …                       | …                       |  |  |       |  |  |                     |  |  |                      |  |
|                       |   | …                       | …                       |  |  |       |  |  |                     |  |  |                      |  |
| …                     |   | …                       |                         |  |  |       |  |  |                     |  |  |                      |  |
|                       |   | …                       | …                       |  |  |       |  |  |                     |  |  |                      |  |
|                       |   | …                       | …                       |  |  |       |  |  |                     |  |  |                      |  |
|                       |   | …                       | …                       |  |  |       |  |  |                     |  |  |                      |  |
| …                     |   | …                       |                         |  |  |       |  |  |                     |  |  |                      |  |
|                       |   | …                       | …                       |  |  |       |  |  |                     |  |  |                      |  |
|                       |   | …                       | …                       |  |  |       |  |  |                     |  |  |                      |  |
|                       |   | …                       | …                       |  |  |       |  |  |                     |  |  |                      |  |
|                       |   | …                       |                         |  |  |       |  |  |                     |  |  |                      |  |